# Wierchowje
Wierchowje (ros. Верховье) – osiedle typu miejskiego w zachodniej Rosji, na terenie obwodu orłowskiego.
Miejscowość leży w  rejonie wierchowskim, którego ośrodek administracyjny stanowi i liczy mieszkańców (1 stycznia 2005 r.), tj. blisko 40% całej populacji rejonu.
Osiedle jest jedynym ośrodkiem miejskim na terenie tej jednostki podziału administracyjnego.
Wierchowje jest lokalnym centrum kulturalnym i gospodarczym. W miejscowości tej znajdują się m.in. zakłady przemysłu mleczarskiego, wytwórnia konserw, cegielnia, a także mieszalnia pasz oraz niewielki zakład produkujący na potrzeby przemysłu kolejowego.